# Тампонада серця
Тампонада серця — патологічний стан, синдром, при якому відбувається скупчення рідини між листками перикарда, що призводить до неможливості адекватних серцевих скорочень внаслідок стиснення порожнин серця. Цей стан може виникати як ускладнення при гострій травмі, наприклад при пораненні серця, так і при хронічних захворюваннях, таких як перикардит.
Цей стан є загрозливим для життя і без своєчасного адекватного лікування може призвести до смерті хворого. Хворий відзначає у себе наявність характерних для серцевої недостатності скарг. При розриві міокарда спостерігається тріада Бека. Аускультативно вислуховуються приглушені тони серця, при ультразвуковому дослідженні виявляється розходження листків перикарду, що свідчить про наявність рідини в перикардіальній порожнині.
Лікування полягає в екстреному видаленні рідини з порожнини перикарда, для цього виконують перикардіоцентез.